# José Escolástico Marín
Pour les articles homonymes, voir Marin.
Escolástico Marín, né à San Vicente (Salvador) et mort le 11 novembre 1846 dans la même ville, était un homme d'État salvadorien qui gouverna la République du Salvador en qualité de président provisoire du 1er février au 12 avril 1842.

## Biographie
Il naquit à San Vicente. Il dirigea le pays à deux reprises lors de la même année due à une forte agitation politique non seulement au Salvador mais dans toute l’Amérique centrale. Il décéda le 11 novembre 1846 près de la rivière San Felipe, lors d'un combat contre le gouvernement d'Eugenio Aguilar.